# Melius scitur Deus nesciendo
Melius scitur Deus nesciendo è una locuzione latina usata da Sant'Agostino ("De ordine", II, 16.44) e che significa "Dio si conosce meglio nell'ignoranza".
La locuzione è in realtà estratta in forma epigrammatica, di massima, da una frase ben più articolata: 
Nel significato inteso dall'autore, il modo migliore per conoscere Dio sarebbe quindi quello di rinunciare a leggerlo razionalmente, accettando di sprofondare nella sua incommensurabilità. Si tratta di una massima espressivamente sintetica della cosiddetta "via negativa" (via negationis) alla conoscenza di Dio, particolare approccio alla trascendenza che resta un importantissimo passaggio nella teologia mistica.
La frase, però, è stata usata spesso in senso contrario, pur invariata, ad opera di alcuni osservatori critici nei confronti della religione, a significare che la diffusione delle religioni si fonderebbe sull'ignoranza e che l'ispessimento della formazione culturale degli individui li allontanerebbe dalle credenze.